# Gödöllő (zámek)
Královský palác zámek zámek Gödöllő (maďarsky: Gödöllői Királyi Kastély, vysl.: /'gødøllø:j 'kira:ji 'kɒʃte:j/), známý také jako  Grasalkovičův palác nebo zámek (maď. Grassalkovich-kastély) je palác v barokním slohu v maďarské obci Gödöllő (v Pešťské provincii).

## Architektura

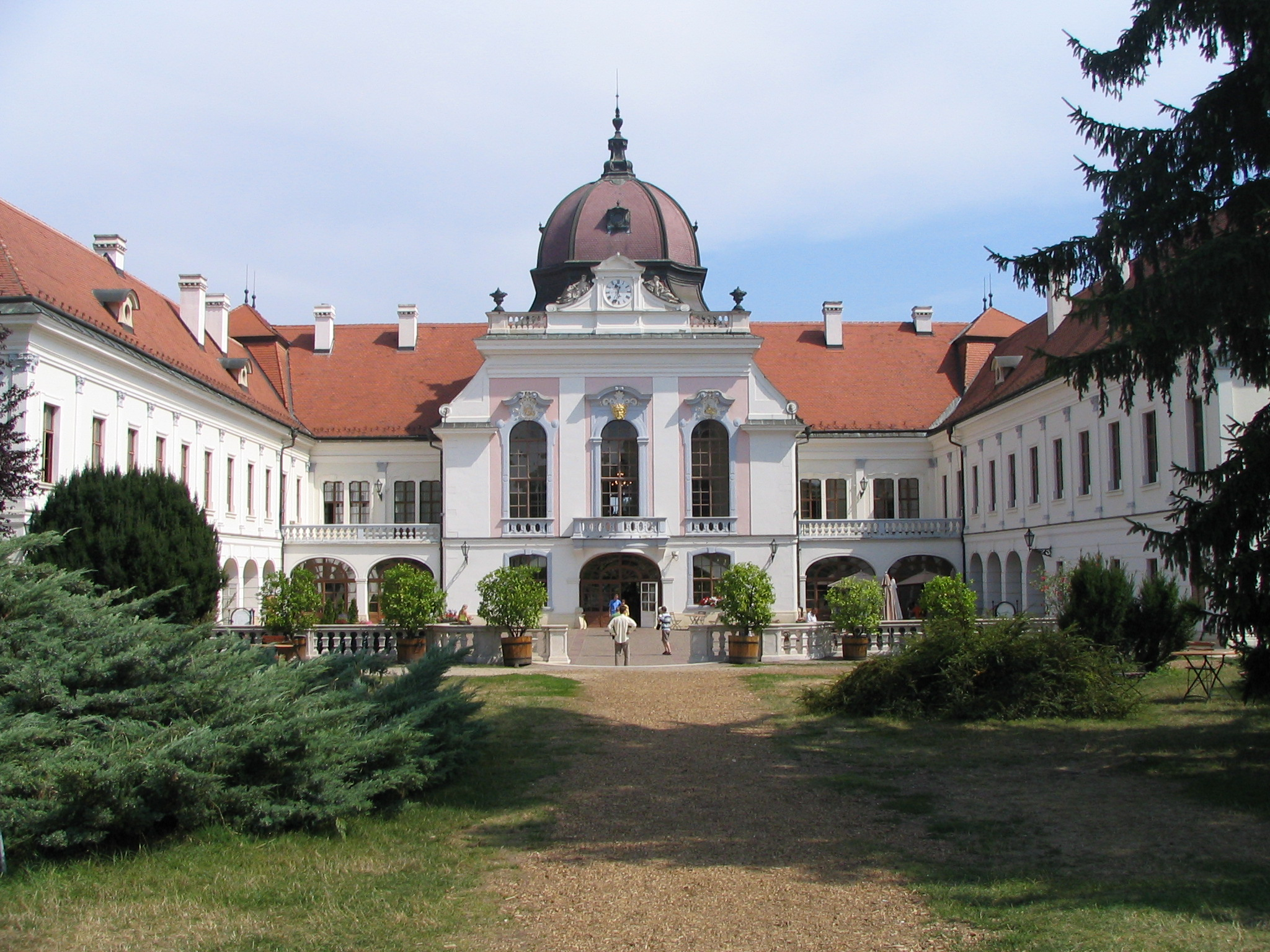
Průčelí paláce

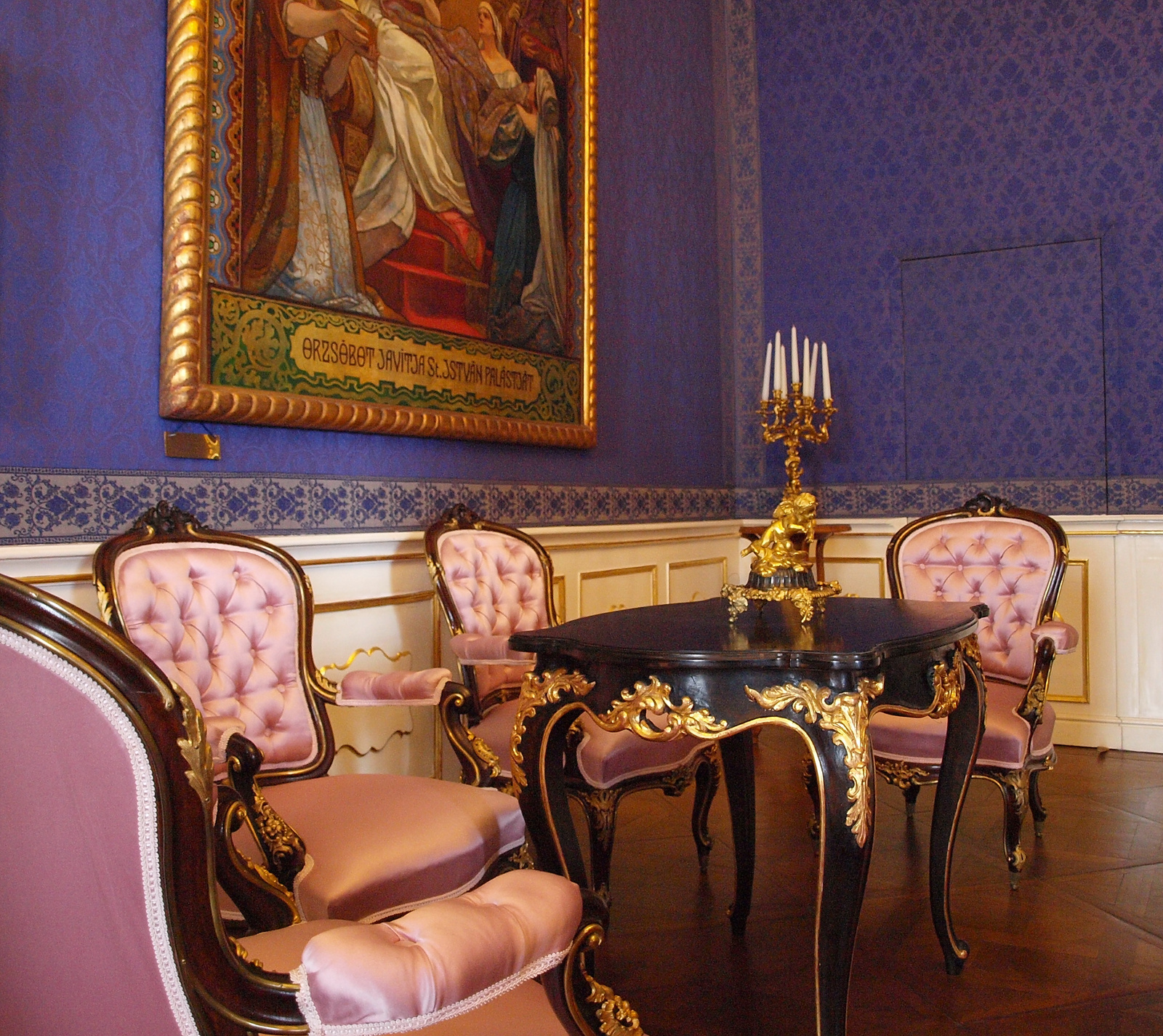
Interiér paláce

Budova samotného zámku se rozkládá na ploše 1 700 m² a je obklopen zámeckým parkem o rozloze 28 hektarů. Palác sestává ze sedmi křídel, jež jsou vzájemně kolmo vklíněna jedno do druhého.

## Dějiny
Pozemky, na nichž zámek stojí, zakoupil hrabě Antal Grasalkovič I. v letech 1723 a 1748,
stavbu zámku pak svěřil architektovi Andrási Mayerhofferovi., jenž stavbu uskutečnil v letech 1741 až 1760 podle návrhu architekta Andráse Mayerhoffera
Zámek Gödöllő je největší barokní palácový komplex nejen v Maďarsku, ale po zámku ve Versailles zároveň druhý největší komplex v Evropě.
Zámek je znám tím, že byl oblíbeným místem císařovny Alžběty (Sissi), jež je společně se svým chotěm, císařem Františkem Josefem I., nechala uzpůsobit pro potřeby letní a zimní rezidence. K tomuto účelu sídlo sloužilo od roku 1867.

## Zajímavosti

### Zámecké divadlo
Barokní divadlo královského paláce v Gödöllő je nejstarším dosud funkčním kamenným divadlem v Uhrách. Bylo vystavěno v letech 1782 až 1785 na zakázku Antala Grasalkoviče II. Divadlo má kapacitu 100 diváků.

## Film
- V paláci se v roce 1994 natáčel krátkometrážní film, režírovaný Christianem Froschem s Ursula Ofner v hlavní roli snímku Sisi auf Schloß Gödöllö[7]